# یاتاق
یاتاق (به لاتین: Yatag) یک منطقه مسکونی در جمهوری آذربایجان است که در شهرستان آغجه‌آباد واقع شده است.